# Водянка (симптом)
Водянка — медичний термін, у загальному випадку означає скупчення транссудату в якій-небудь з порожнин тіла.
- Водянка вагітних — гестоз.
- Черевна водянка — асцит.
- Водянка вроджена.
- Водянка ока.
- Водянка головного мозку — гідроцефалія.
- Водянка грудна — гідроторакс.
- Водянка яєчка — гідроцеле.
- Водянка перикарда — гідроперикард.
- Водянка суглоба — гідрартроз.